# Брагин, Сергей (футболист)
Сергей Брагин (19 марта 1967, Таллин, Эстонская ССР, СССР) — советский и эстонский (негражданин) футболист, полузащитник; тренер.

## Биография
Начал заниматься футболом в 1975 году. С 1983 года выступал в клубах первенства КФК за таллинские команды «Ноорус», «Норма», «Звезда», «Спорт». В 1985 и 1989 годах в составе «Спорта» играл во второй лиге СССР, в 1990 году — в Балтийской лиге. В чемпионате Эстонии играл за команды «Норма» (1992—1993), «Тевальте» (1993), «Лантана» (1994—1997), «Таллинна Садам» (1997), «Левадия» (1999—2002), «Аякс Ласнамяэ» (2003—2006). Также выступал в Финляндии за «Каухайоен Карху» (1994) и «ТП-Сейняйоки» (2002) и в Бельгии за «Даринг» Бланкенберге (1998) и «Зоттегем» (1998—1999).
В 2007—2010 годах был исполнительным директором ФК «Атлетик» Таллин, параллельно выходил на поле. Позже был в составе клубов «Ахтамар» (2011—2012), «Ретро» (2013—2014).
В чемпионате Эстонии сыграл 205 матчей, забил 118 голов. Стал первым игроком, достигшим отметки в 100 голов в чемпионатах Эстонии. Сотый гол забил 20 августа 1999 года в ворота ТФМК в своём 113-м матче.
В 1993 году провёл 12 игр за сборную Эстонии, забил три гола. Дебютный матч сыграл 20 февраля 1993 года против Финляндии. Первый гол забил 2 июня 1993 года в ворота Шотландии, этот гол стал первым для сборной Эстонии в официальных матчах с момента восстановления независимости, до того в пяти матчах отборочного турнира ЧМ-1994 команда ворот не поражала.
С 2015 года — тренер молодёжных команд клуба «Инфонет».

## Достижения
- Чемпион Эстонии: 1992, 1992/93, 1995/96, 1996/97, 1999, 2000
- Обладатель Кубка Эстонии: 1993/94, 1999, 2000
- Обладатель Суперкубка Эстонии: 1999, 2000, 2001
- Лучший бомбардир чемпионата Эстонии: 1992 (18 голов), 1992/93 (27 голов), 1996/97 (18 голов)